# Dirk Jansz Graeff

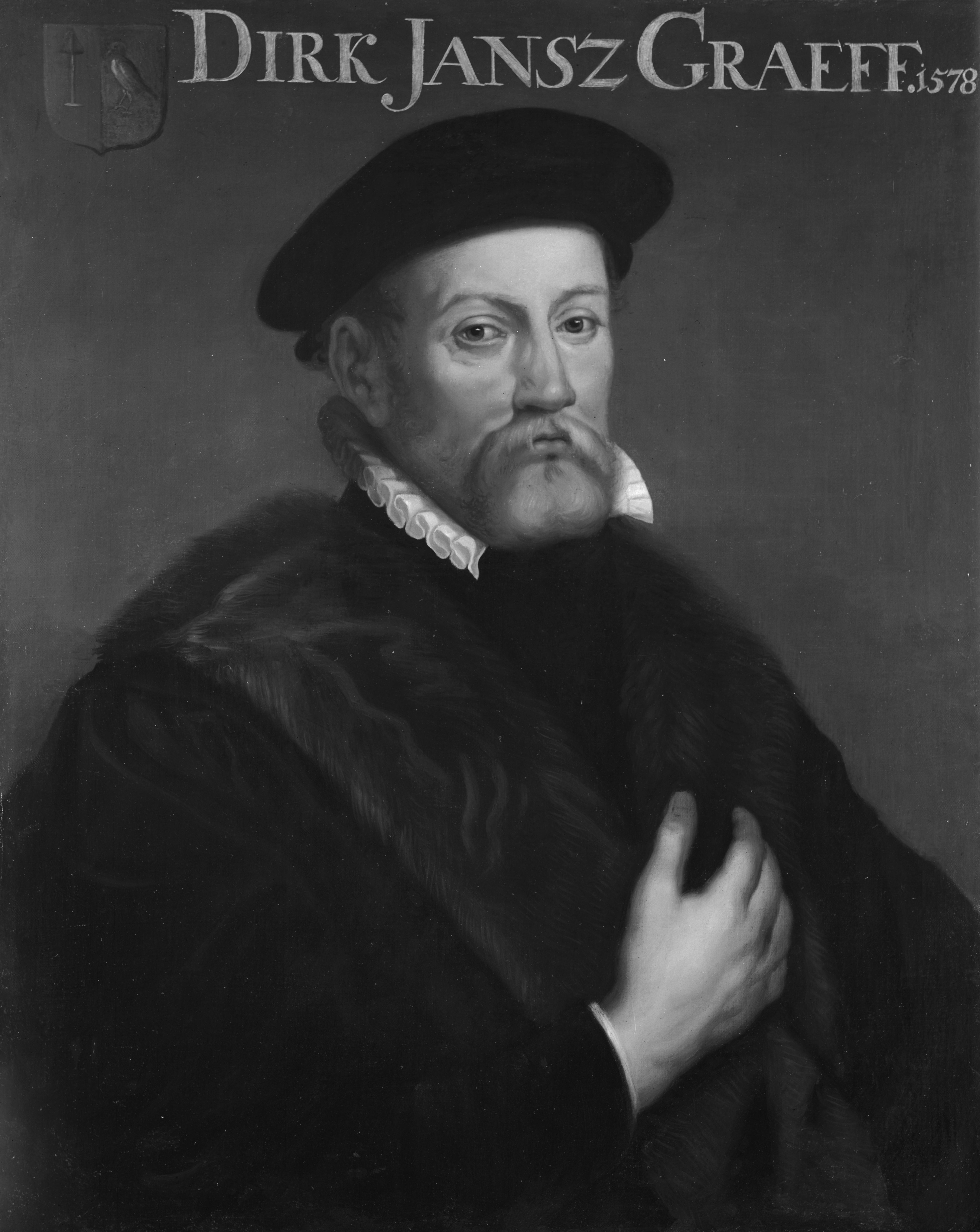
Dirck Jansz Graeff (ca. 1578)

Dirck Jansz Graeff (Amsterdam, 1542 – 27 luglio 1589) signore di Vredenhof e Valckeveen, è stato un patrizio, grossista, armatore, politico e grande proprietario terriero. Era anche un membro della Chiesa riformata, un sostenitore dei Geuzen e dei commercianti all'ingrosso di mentalità protestante, e un confidente di Guglielmo I d'Orange (Guglielmo il Taciturno). Graeff fu il primo sindaco di Amsterdam della casata dei De Graeff, gettando così le basi per una delle grandi dinastie regnanti dell'Secolo d'oro olandese..

## Biografia

### Famiglia
Era il figlio di Jan Pietersz Graeff (1512–1553), consigliere comunale di Amsterdam, e Stein Braseman. Graeff sposò ad Amsterdam nel 1557 Agniet Pietersdr van Neck († 1576) ed ebbe:
- Weyntje Dircksz (de) Graeff; sposata con Jacob Boelens Loen, reggente e sindaco di Amsterdam[4]
- Jan Dircksz Graeff († 1627), morì nella sua tenuta di campagna Vredenhof vicino a Voorschoten[4]
- Jacob Dircksz de Graeff (1570–1638), signore libre di Zuid-Polsbroek, reggente e sindaco di Amsterdam; sposato con Aeltje Boelens Loen († 1620)
- Pieter Dircksz Graeff (1573–1645), signore di Engelenburg, consigliere comunale di Amsterdam. Nel 1627 ereditò la tenuta Vredenhof dal fratello maggiore Jan Dirksz Graeff. Adottò quindi nel suo stemma il cigno/i cigni d'argento del Vredenhof al posto del falco.
- Cornelis Dircksz Graeff; “schepen” van Dorp; sposato con NN Vercroft (van Crocht)

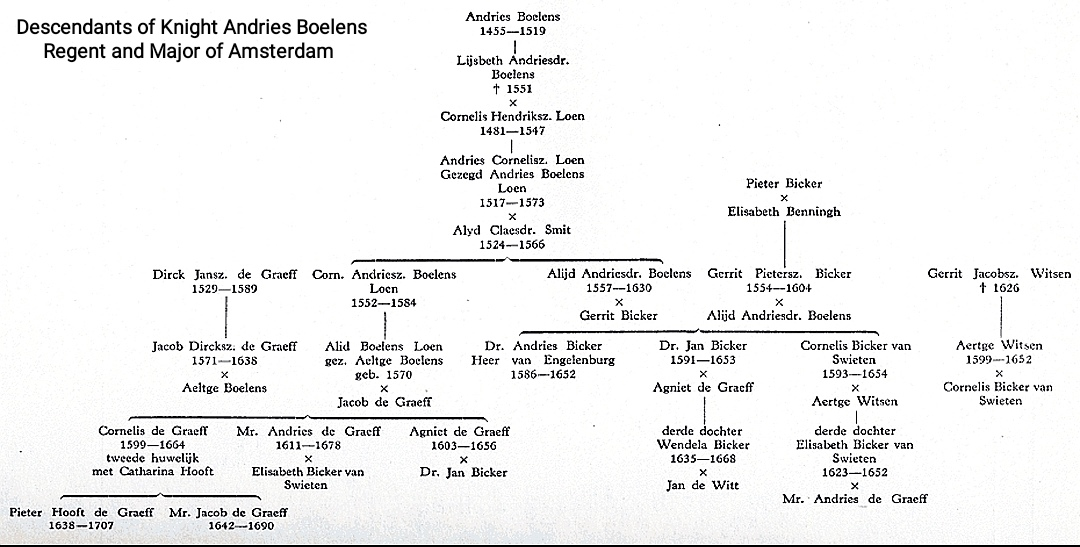
Rapporti familiari dell'oligarchia di Amsterdam, discendenza da Andries Boelens, attorno alle famiglie Boelens Loen, De Graeff, Bicker (van Swieten), Witsen e Johan de Witt nell'Secolo d'oro olandese
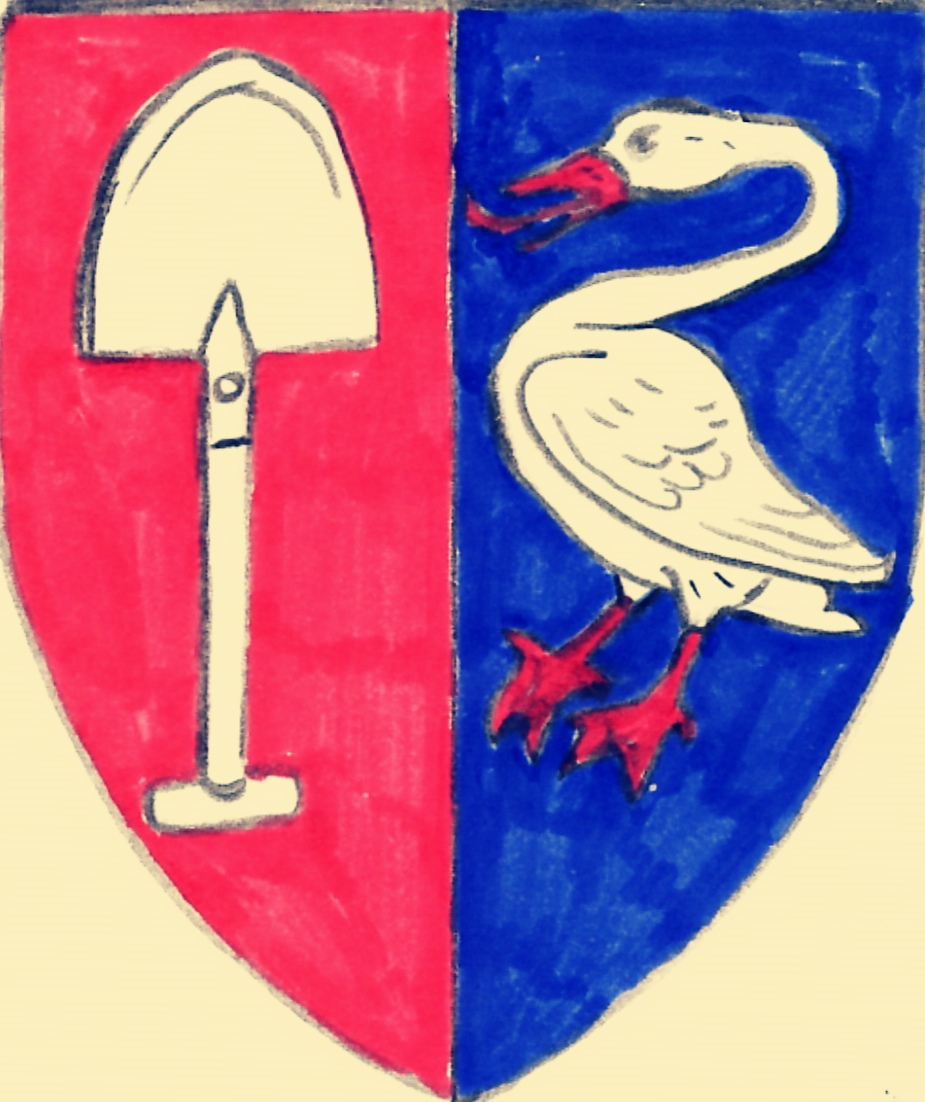
Stemma più antico dei Graeff (menzionato per la prima volta nel 1543)
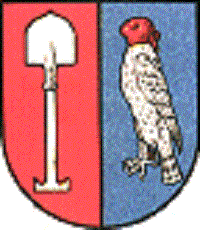
Stemma nel 1578
Stemma del signore di Vredenhof del 1581 (cigni di Vredenhof; stemma inquartato)

### Carriera

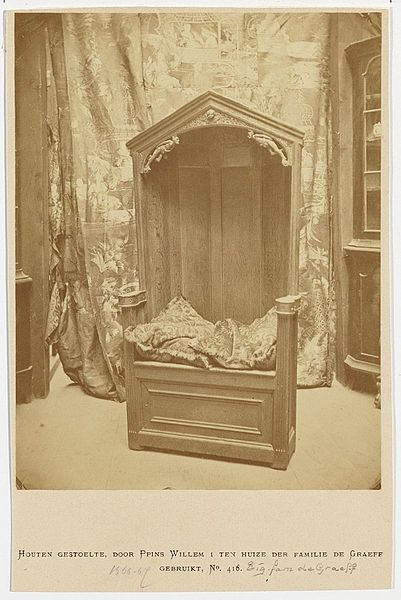
La poltrona su cui sedette Guglielmo I d'Orange durante la sua visita a Dirck Jansz Graeff nel 1580

Dirck Jansz Graeff, lavorando a stretto contatto con suo fratello Lenaert Jansz de Graeff, influenzò la Riforma protestante ad Amsterdam per affrontare la tirannia degli spagnoli. Insieme ai suoi fratelli Lenaert Jansz e Jacob Jansz Graeff, era uno dei "70 aanzienlijke en vermogende Amsterdammers" (70 Amsterdammers più rispettati e ricchi). Nel 1564 questo gruppo scrisse una lettera di reclamo alla governatrice asburgica Margherita di Parma, in cui si lamentava dell'abuso nella composizione dell'amministrazione comunale di Amsterdam e nella giurisprudenza. Nel 1566 la comunità protestante dei commercianti all'ingrosso intorno a Graeff, Jan Jacobsz Bal Huydecoper van Wieringen, Jacobsz Reael, Adriaan Pauw e Cornelis Hooft assunsero la leadership sociale all'interno della città di Amsterdam per mantenerla anche in senso politico dopo l'Alteratie di Amsterdam nel 1578.
Graeff godeva anche dell'amicizia di Guglielmo I d'Orange, noto come Guglielmo il Taciturno, di cui rappresentava anche le motivazioni politiche e gli obiettivi riguardanti la secessione dalla Spagna e la libertà  Quando nell'anno di crisi del 1567 il principe gli fece visita nella sua casa cittadina di Amsterdam “De Keyser”, i due discussero approfonditamente degli interessi della città e del paese. In questo periodo furono stipulati anche in casa Graeff i contratti tra i cattolici e i Geuzen. Poiché Graeff guidò anche molte altre consultazioni politiche, il pericolo per lui da parte degli spagnoli divenne sempre maggiore. Nel 1572 poté finalmente decide di emigrare ed emigrare a Emden con la moglie e i cinque figli. Nel 1576 Dirck Jansz Graeff lavorò insieme a Pieter Pietersz Bicker come delegato degli Stati generali dei Paesi Bassi ad Amburgo e Brema, dove poté ottenere un prestito di 600.000 fiorini per il governo olandese. Dopo l'Alteratie di Amsterdam del 1578 poté ritornare in città e nello stesso anno Graeff fu nominato primo nuovo sindaco di Amsterdam, anche su richiesta dell'amico Guglielmo I d'Orange.

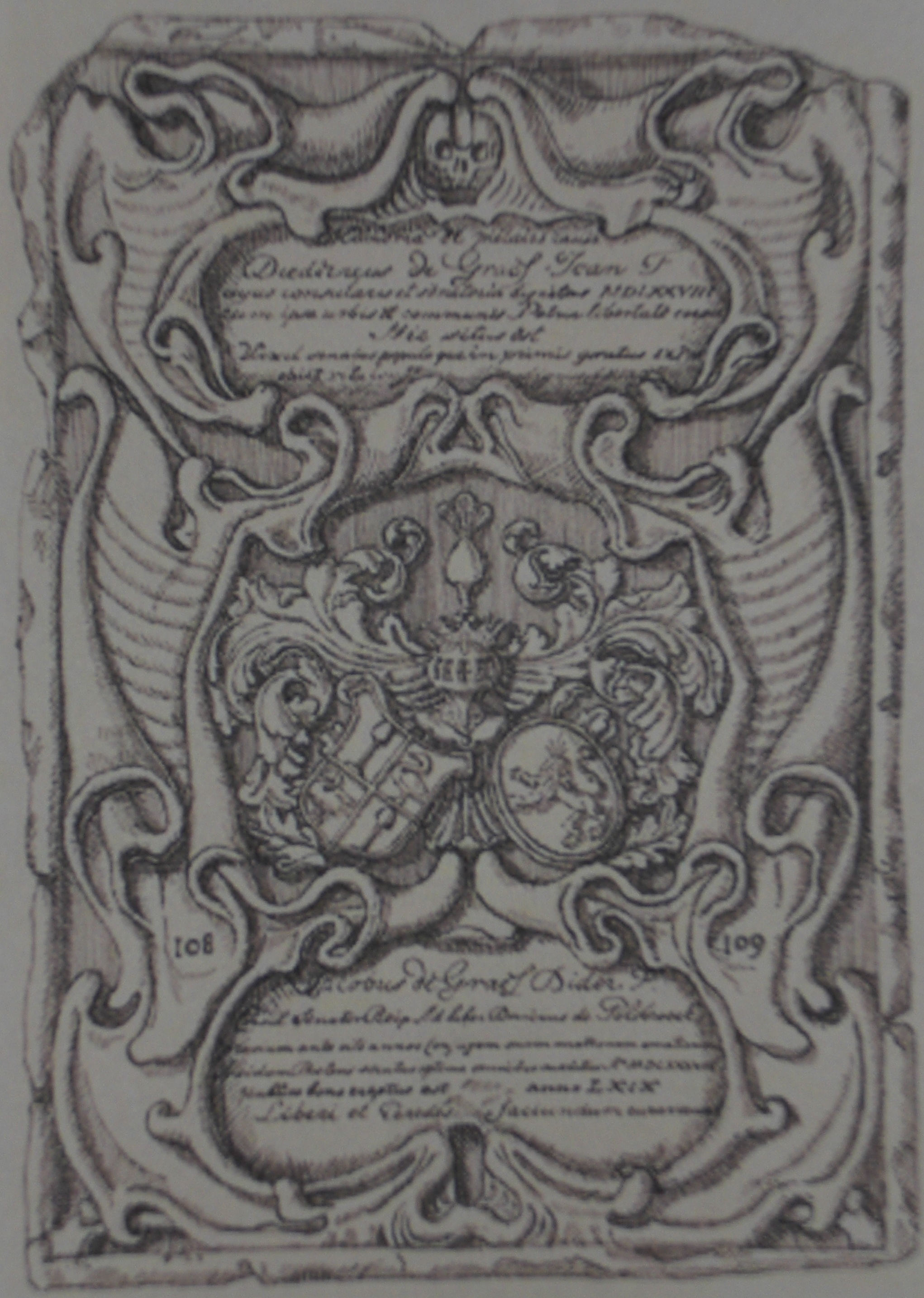
Lapide di Dirck Jansz Graeff nella Chiesa Vecchia di Amsterdam (Oude kerk). Lo stemma dei Graeff (a sinistra) e quello dei Boelens Loen.

Graeff era anche un ricco armatore coinvolto nella navigazione di oltre 100 navi mercantili, con le quali commerciava principalmente con il Portogallo. La sua fortuna personale era stimata in 140.000 fiorini nel 1584/85, rendendolo l'uomo più ricco di Amsterdam. Investì la sua fortuna nell'acquisto di una grande tenuta di campagna chiamata Vredenhof vicino a Voorschoten. Insieme a Jan Jacobsz Bal Huydecoper van Wieringen, Frans Hendricksz Oetgens van Waveren e Hendrick Hudde, Graeff era considerato il più grande proprietario terriero della classe patrizia di Amsterdam.